# Cognières
Cognières település Franciaországban, Haute-Saône megyében. Lakosainak száma 101 fő (2022. január 1.). Cognières Dampierre-sur-Linotte, Montagney-Servigney, Bouhans-lès-Montbozon és Thieffrans községekkel határos.

## Népesség
A település népességének változása:
| Lakosok száma | 93   | 91   | 92   | 91   | 89   | 90   | 95   | 101  |
|               | 2013 | 2015 | 2017 | 2018 | 2019 | 2020 | 2021 | 2022 |